# Den Norske Opera & Ballett
Den Norske Opera & Ballett (Norwegische Oper & Ballett) mit Sitz in Oslo ist das größte Musiktheater Norwegens und gleichzeitig die einzige norwegische Institution dieser Art, die ausschließlich professionelle Künstler beschäftigt.

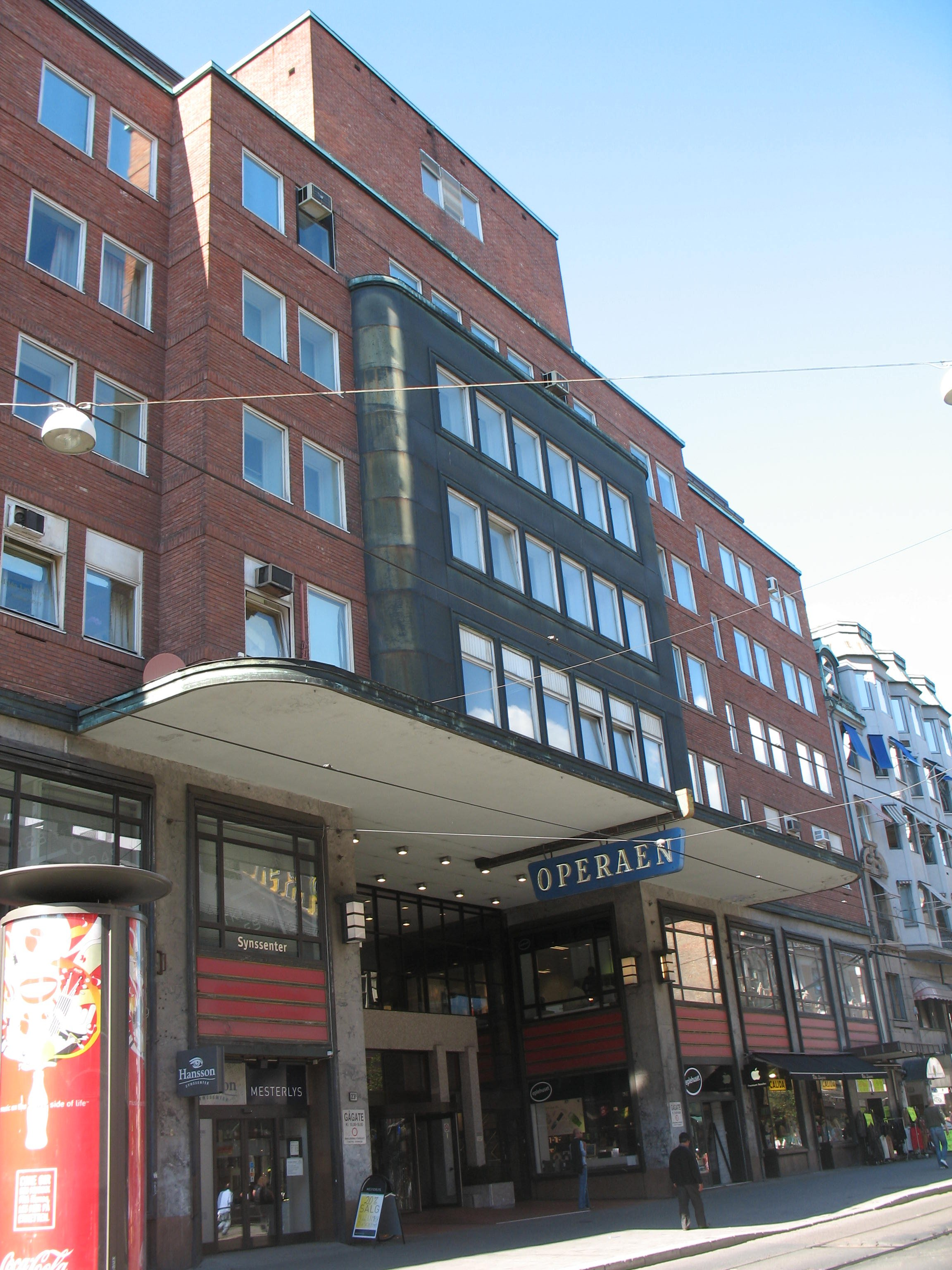
Die Norwegische Oper im alten Folketeaterbygningen

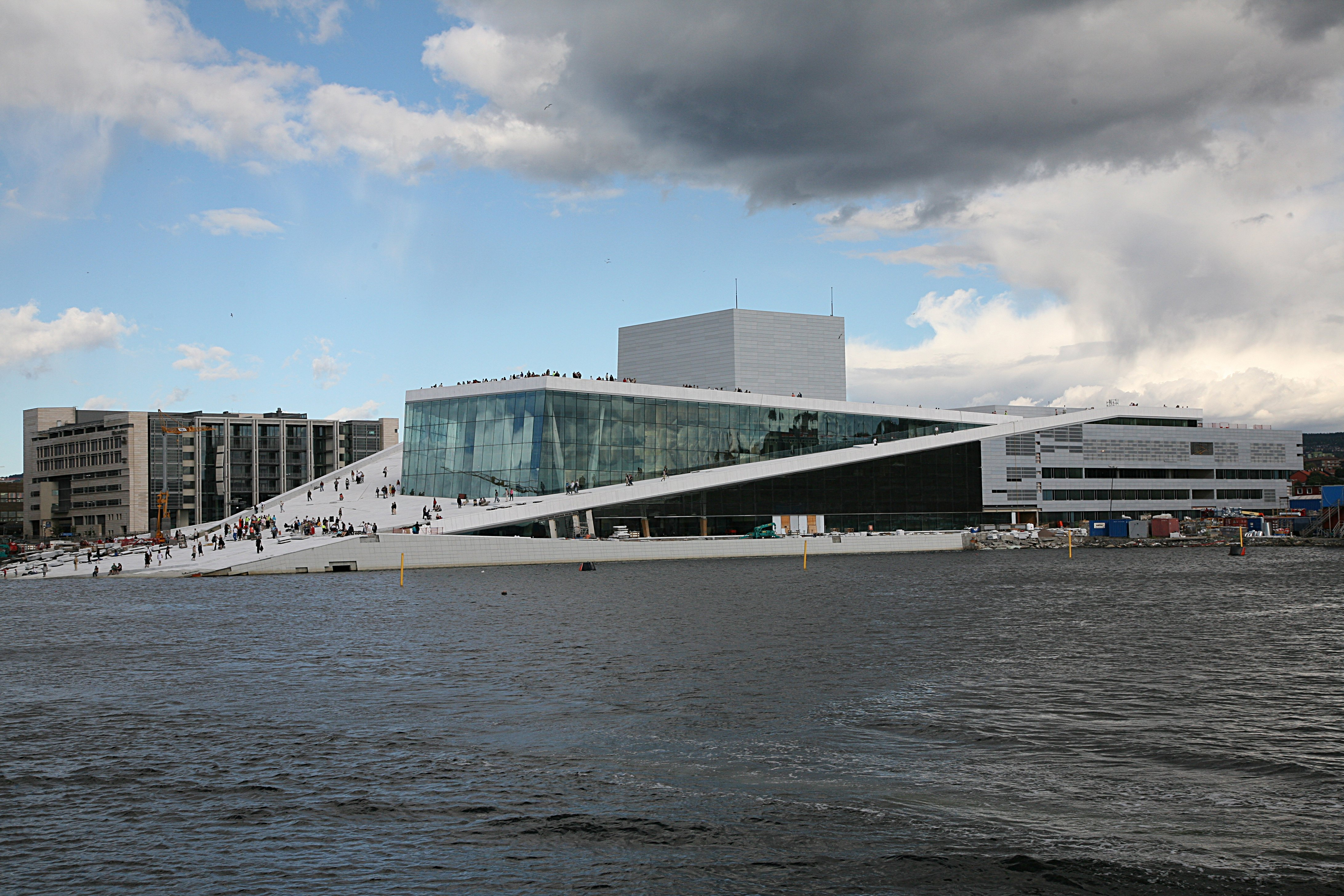
Neues Opernhaus bei Tag

Die Oper wurde als Aktiengesellschaft organisiert, die zu 90 % dem norwegischen Staat und zu 10 % dem Norwegischen Opernfonds gehört. Zwei Jahre nach Gründung dieser Gesellschaft gingen 1959 in gemieteten Räumen im Folketeaterbygningen des ehemaligen Folketeatret (Volkstheater) die ersten Aufführungen über die Bühne. Erste Intendantin des Hauses war zwischen 1958 und 1960 die bekannte Sopranistin Kirsten Flagstad.
Die Aktivitäten der Aktiengesellschaft gliedern sich in sieben Programmbereiche:
- Oper
- Ballett
- Konzert
- Aus- und Weiterbildung
- Entwicklung und Neuschöpfung
- Tournee- und Reichsoper/Nationales Ressource- und Kompetenzzentrum
- Auslandsgastspiel

Ein neues Opernhaus wurde am 12. April 2008 am Osloer Hafen eröffnet, siehe Opernhaus Oslo.
Das Den Norske Opera & Ballet gewann gemeinsam mit dem Lesezeichen Salbke den European Prize for Urban Public Space des Jahres 2010.
2015 erhielt das Opernhaus den International Opera Award in der Kategorie Accessibility.